# Сенюк, Алексей Александрович
Алексе́й Алекса́ндрович Сеню́к (укр. Олексій Олександрович Сенюк, позывной — Пума; 24 декабря 1974, Тележинцы, Киевская область — 27 февраля 2022, Чернигов) — украинский военнослужащий, старшина, участник российско-украинской войны. Герой Украины (2 марта 2022, посмертно).

## Биография
Родился 24 декабря 1974 года в селе Телижинцы Киевской области. После окончания школы работал строителем.
Защищал Украину с начала российской агрессии в 2014 году. Участвовал в боевых действиях в составе 3-й роты 1-й отдельной танковой бригады.
27 февраля 2022 года погиб в результате авиаудара. Погиб в день рождения 10-летней дочери, родившейся 27 февраля в 2012 году.
Похоронен 12 апреля 2022 года в Носовке. В Носовке временно проживает его жена Ирина и две дочери — десятилетняя Ангелина и 6-летняя Даниэла. 28 июня 2023 года в День Конституции Украины президент Украины Владимир Зеленский передал орден «Золотая Звезда» членам семьи погибшего Героя Украины.

## Награды
- Звание «Герой Украины» с удостоением ордена «Золотая Звезда» (2 марта 2022, посмертно) — за личное мужество и героизм, проявленные в защите государственного суверенитета и территориальной целостности Украины, верность военной присяге[6].

- Орден «За мужество» III степени (2022, посмертно) — за личное мужество и самоотверженные действия, проявленные в защите государственного суверенитета и территориальной целостности Украины, верность военной присяге[7].